# Pierre Petiteau
Pour l’article ayant un titre homophone, voir Pierre Petitot.
Pas d'image ? Cliquez ici

a Compétitions nationales et continentales officielles uniquement.

b Matchs officiels uniquement.
Pierre Petiteau, né le 14 mai 1899 à La Réole et mort le 9 avril 1974 à Bordeaux, est un joueur international français de rugby à XV évoluant au poste de talonneur.

## Biographie
Pierre Petiteau joue pour le Stade bordelais puis pour le Racing Club de France avec lequel il est finaliste du Championnat de France de rugby à XV 1919-1920 avant de rejoindre le FC Auch en 1924. Il participe aux Jeux olympiques d'été de 1920 qui se déroulent à Anvers, remportant la médaille d'argent. Cependant, cette rencontre olympique n'est pas comptabilisée comme une sélection officielle pour les joueurs français. Petiteau, ne rejouant jamais avec l'équipe de France par la suite, n'obtient donc jamais de cape.

## Palmarès
- Vice-champion olympique en 1920
- Finaliste du Championnat de France de rugby à XV 1919-1920